# Ота (коммуна)
Ота (фр. Ota, корс. Ota) — коммуна во Франции, находится в регионе Корсика. Департамент коммуны — Южная Корсика. Входит в состав кантона Севи-Сорру-Чинарка. Округ коммуны — Аяччо.
Код INSEE коммуны — 2A198.

## Население
Население коммуны на 2008 год составляло 540 человек.
| 1962 | 1968 | 1975 | 1982 | 1990 | 1999 | 2008 |
| ---- | ---- | ---- | ---- | ---- | ---- | ---- |
| 364  | 444  | 367  | 408  | 460  | 452  | 540  |

## Экономика
В 2007 году среди 345 человек в трудоспособном возрасте (15—64 лет) 222 были экономически активными, 123 — неактивными (показатель активности — 64,3 %, в 1999 году было 65,8 %). Из 222 активных работали 182 человека (116 мужчин и 66 женщин), безработных было 40 (22 мужчины и 18 женщин). Среди 123 неактивных 13 человек были учениками или студентами, 35 — пенсионерами, 75 были неактивными по другим причинам.